# Sarah Domogala

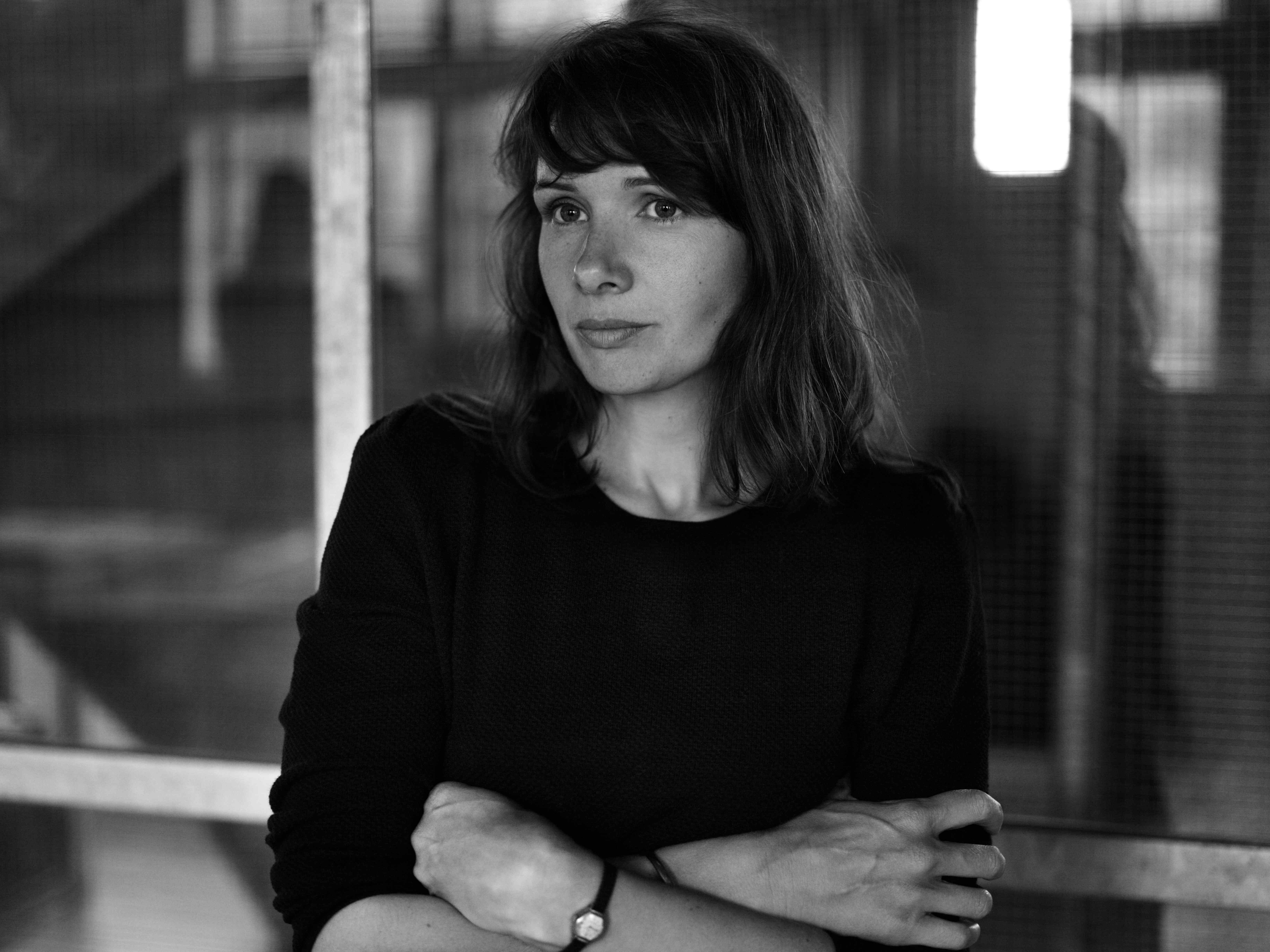
Sarah Domogala (2013)

Sarah Mathilde Domogala (Geleen, 23 februari 1978) is een Nederlandse/Franse regisseur, filmmaker en schrijver.

## Loopbaan
Ze is de oudste dochter van een Franse vader en een Nederlandse moeder en groeide op in Zuid-Limburg. Na het Atheneum woonde ze afwisselend in Maastricht, Tilburg, Amsterdam en Frankrijk. Ze studeerde journalistiek aan de Fontys Hogeschool in Tilburg en begon terwijl ze nog op de middelbare school zat met het maken van skateboard- en snowboardfilms en videoclips. Tijdens haar studie werkte ze freelance als itemregisseur voor verschillende jongerenprogramma’s zoals Kinktv, MTV chuncks en 6pack.
Ze is vooral bekend door haar Holland Doc documentaire All We Ever Wanted (2010).
Na drie documentaires keerde ze terug naar het schrijven. Ze schrijft cultuurkritische essays en een blog. Ze geeft lezingen en les bij The School of Life over succes, angst en geluk in het moderne leven.
In februari 2018 verscheen haar debuut uit De Kunst van het Verdwijnen bij Nieuw Amsterdam Uitgevers een memoir over haar burn-out en angsten in haar twintiger jaren. Het eerste exemplaar werd uitgereikt aan Sophie Hilbrand.

## Privéleven
Domogala is getrouwd met regisseur Tomas Kaan, samen hebben ze twee zoons en een dochter. Het gezin woont afwisselend in Zuid-Limburg en in de Franse Pyreneeën.

## Publicaties
- De Kunst van het Verdwijnen (2018)
- Trouw - brieven aan mijn man en zijn minnares (2020)

## Filmografie

### Documentaires
- It's in the Sky (2013)
- All We Ever Wanted (2010)
- Moon en het Wolvenmeisje (2007), uitgebracht door 100%Halal i.s.m. de Joodse Omroep.[5]
- Things behind the sun (2007)
- Dedicated - battle for the public space (2003)

### Videoclips
- Pitto – Walking By The Sea (2012)
- Ilse DeLange – Miracle (2008)
- Krezip – Go To Sleep (2008)
- Rfx  ft Kubus– Scarfaced (2004)

- Gemeinsame Normdatei: 1218117923
- International Standard Name Identifier: 0000 0003 8709 7126
- Nederlandse Thesaurus van Auteursnamen: 331415429
- Virtual International Authority File: 279963254
- WorldCat: E39PBJwmQGXmPjrGJtyyTc4Qbd